# Piper divaricatum
Piper divaricatum är en pepparväxtart som beskrevs av G. F. W. Mey.. Piper divaricatum ingår i släktet Piper och familjen pepparväxter. Inga underarter finns listade i Catalogue of Life.